# هيلين (اسم)
هيلين (بالإنجليزية: Helen)‏ هو اسم علم شخصي مؤنث من أصل إغريقي، معناه الضوء أو النور، يعود شهرته نسبة لهيلين الطروادية، يعتبر اسم مقدس في المسيحية أيضاً نسبة للقديسة هيلانة والدة الإمبراطور قسطنطين الأول، يعتبر من الأسماء الشائعة في الدول الغربية عند الإناث، وكذلك له حضور في عدة دول عربية، هذا الاسم أيضاً يعني العش باللغة الكردية وهو أيضاً شائع عند الكرديات. هذا الاسم له أشكال أخرى مثل هيلانا و إيلين و إيلينا وإليانور وإيليني وإيلاين وهيلينا.

## الشخصيات
- هيلين كيلر كاتبة وناشطة أمريكية
- هيلينا بتروفنا بلافاتسكي فيلسوفة وكاتبة أمريكية روسية
- هيلين بنديكت صحفية وروائية أمريكية بريطانية
- هيلين كلارك سياسية نيوزلندية
- هيلين توماس صحفية أمريكية
- هيلين ميرين ممثلة بريطانية
- هيلين ألينغهام رسامة بريطانية
- هيلين أوكونيل مغنية وموسيقية وممثلة أمريكية
- هيلين أيتشيسون لاعبة كرة مضرب إنجليزية
- هيلين أميرة أورليان
- هيلين أميرة اليونان والدنمارك
- هيلين بريفوست لاعبة كرة مضرب فرنسية
- هيلين باكسندل ممثلة إنجليزية
- هيلين براون صحفية أمريكية
- هيلين بادجلي ممثلة أمريكية
- هيلين تافت سيدة أولى أمريكية
- هيلين جاكوبز لاعبة كرة مضرب أمريكية
- هيلين ديفيت روائية أمريكية
- هيلين دوغلاس ممثلة وسياسية أمريكية
- هيلين رولاسون صحفية بريطانية
- هيلين زيلي سياسية وصحفية جنوب أفريقية
- هيلين سلاتر ممثلة ومغنية أمريكية
- هيلين شارمان رائدة فضاء وكيميائية بريطانية
- هيلين غريمو عازفة بيانو فرنسية
- هيلين غرينير سيدة أعمال ومهندسة أمريكية
- هيلين غورلاي لاعبة كرة مضرب أسترالية
- هيلين فلاتشوس سياسية وصحفية وسيدة أعمال يونانية
- هيلين فلاناغان ممثلة وعارضة أزياء إنجليزية
- هيلين فيليرز ممثلة ومخرجة فرنسية
- هيلين كالديكوت طبيبة أسترالية
- هيلين كاتزارس ممثلة تونسية
- هيلين كوين فيزيائية أمريكية أسترالية
- هيلين ماري مايو طبيبة أسترالية
- هيلين ماكروري ممثلة إنجليزية
- هيلين موراي فري كيميائية أمريكية
- هيلين ماديسون سباحة أمريكية
- هيلين هنت ممثلة أمريكية
- هيلين هيز ممثلة أمريكية
- هيلين هومانز لاعبة كرة مضرب أمريكية
- هيلين هيلويج لاعبة كرة مضرب أمريكية
- هيلين ويلز لاعبة كرة مضرب أمريكية
- هيلين إدواردز فيزيائية أمريكية